# Atrichochira
Atrichochira is een vliegengeslacht uit de familie van de wolzwevers (Bombyliidae). De wetenschappelijke naam van het geslacht werd voor het eerst geldig gepubliceerd in 1956 door Hesse.

## Soorten
Het genus bevat de volgende soorten:

- Atrichochira commoni Lambkin & Yeates, 2003
- Atrichochira inermis (Bezzi, 1912)
- Atrichochira paramonovi Lambkin & Yeates, 2003
- Atrichochira pediformis (Bezzi, 1921)